# 仙台藩の城砦
仙台藩の城砦（せんだいはんのじょうさい）は、江戸時代に陸奥国宮城郡仙台（現在の宮城県仙台市）に居城（仙台城）を構えた仙台藩伊達氏の領国における城砦居館について述べる。
また、これらの城館を拝領した上級家臣の一覧は仙台藩家臣を、その家臣団の格付けについては仙台藩の家格を参照のこと。

## 地方知行
仙台藩では家臣に直接土地を支給する地方知行制の形態を採っており、それらは拝領形態により以下に分類される
- 城拝領－一国一城令以後幕府公認の城で、白石城の片倉氏のみが拝領している
- 要害拝領－一国一城令以後も中世以来の城郭をそのまま居館として拝領したもので、居館を中心に曲輪を配して櫓・土塁・石垣・堀を備えるなど、実質的には城と変わらない要害を拝領
- 所拝領－一国一城令によって破却された中世城郭の二ノ丸付近やその山麓に居館を構えたものや、町場の近くに新規に方形居館を造営したものが多い。居屋敷、家中・足軽屋敷、山林等のほか、町場を拝領
- 在所拝領－所拝領より町場を欠いたもので、平地に新規に居館を構えたもの。知行地内に居屋敷、家中・足軽屋敷、山林等を拝領
- 在郷拝領－知行所内に自前で居屋敷、家中・足軽屋敷を設置

## 城
| 名称   | 画像 | 所在地                                                                                  | 標高 | 備考                          |
| ------ | ---- | --------------------------------------------------------------------------------------- | ---- | ----------------------------- |
| 仙台城 |      | 宮城郡 （北緯38度15分8.92秒 東経140度51分22.16秒 / 北緯38.2524778度 東経140.8561556度） | 115m | 本城                          |
| 若林城 |      | 宮城郡 （北緯38度14分11秒 東経140度54分4秒 / 北緯38.23639度 東経140.90111度）           | 15m  | 伊達氏直轄 伊達政宗死後に廃城 |
| 白石城 |      | 刈田郡 （北緯38度0分9.32秒 東経140度37分1.66秒 / 北緯38.0025889度 東経140.6171278度）   | 76m  | 片倉氏                        |

## 要害
江戸時代中期に固定された（伊達21要害）。一関要害・岩沼要害は分封大名設置時には陣屋扱いとなった。
1. 岩谷堂要害（江刺郡）
2. 人首要害（江刺郡）
3. 上口内要害（江刺郡）
4. 金ヶ崎要害（胆沢郡）
5. 水沢要害（胆沢郡）
6. 高清水要害（栗原郡）
7. 宮沢要害（栗原郡）
8. 佐沼要害（登米郡）
9. 岩出山要害（玉造郡）
10. 登米要害（登米郡）
11. 涌谷要害（遠田郡）
12. 不動堂要害（遠田郡）
13. 岩沼要害（名取郡）－岩沼藩
14. 船岡要害（柴田郡）
15. 川崎要害（柴田郡）
16. 角田要害（伊具郡）
17. 金山要害（伊具郡）
18. 平沢要害（刈田郡）
19. 亘理要害（亘理郡）
20. 坂元要害（亘理郡）
21. 新地要害（宇多郡）

- 一関要害（磐井郡）－一関藩（のちに城主格大名となる）。伊達21要害には含まれない。

## 所
中津山所は分封大名設置時には陣屋扱いとなった。
おもな所
- 米谷所（登米郡）
- 西郡所（登米郡）
- 石森所（登米郡）
- 松山所（志田郡）
- 吉岡所（黒川郡）
- 宮床所（黒川郡）
- 大松沢所（黒川郡）
- 村田所（柴田郡）
- 丸森所（伊具郡）
- 野手崎所（江刺郡）
- 前沢所（胆沢郡）
- 大原所（磐井郡）
- 薄衣所（磐井郡）
- 藤沢所（磐井郡）
- 気仙沼所（本吉郡）
- 柳津所（本吉郡）
- 岩ヶ崎所（栗原郡）
- 川口所（栗原郡）
- 真坂所（栗原郡）
- 宮崎所（加美郡）
- 小野田所（加美郡）
- 中新田所（加美郡）
- 飯野川所（桃生郡）
- 中津山所（桃生郡）－中津山藩
- 鹿又所（桃生郡）
- 小野所（桃生郡）
- 駒ヶ嶺所（宇多郡）－要害より降格

## 在所
おもな在所
- 小斎在所（伊具郡）
- 藤田在所（伊具郡）
- 島田在所（伊具郡）
- 尾山在所（伊具郡）
- 照越在所（栗原郡）
- 平形在所（栗原郡）
- 片子沢在所（栗原郡）
- 大川口在所（栗原郡）
- 八樟在所（栗原郡）
- 石越在所（栗原郡）
- 永井在所（桃生郡）
- 城生在所（加美郡）
- 谷地森在所（加美郡）
- 下伊場野在所（志田郡）
- 下中目在所（志田郡）
- 南境在所（牡鹿郡）
- 中村在所（黒川郡）
- 利府在所（宮城郡）
- 松森在所（宮城郡）
- 八幡在所（宮城郡）
- 蒲生在所（宮城郡）
- 足立在所（柴田郡）